# Північний Гларус
Північний Гларус (нім. Glarus Nord) — громада в Швейцарії в кантоні Гларус.

## Географія
Громада розташована на відстані близько 125 км на схід від Берна, 8 км на північ від Гларуса.
Північний Гларус має площу 147 км², з яких на 6 % дозволяється будівництво (житлове та будівництво доріг), 37,2 % використовуються в сільськогосподарських цілях, 40,5 % зайнято лісами, 16,3 % не є продуктивними (річки, льодовики або гори).
На північному сході громади розташоване озеро Валензее.

## Демографія
2019 року в громаді мешкало 18 626 осіб (+12,1 % порівняно з 2010 роком), іноземців було 25,4 %. Густота населення становила 127 осіб/км².
За віковим діапазоном населення розподілялося таким чином: 20,1 % — особи молодші 20 років, 61,7 % — особи у віці 20—64 років, 18,2 % — особи у віці 65 років та старші. Було 8124 помешкань (у середньому 2,3 особи в помешканні).
Із загальної кількості 8749 працюючих 434 було зайнятих в первинному секторі, 3399 — в обробній промисловості, 4916 — в галузі послуг.